# Linda Nochlin
Linda Nochlin, född Weinberg 30 januari 1931 i Brooklyn, New York, död 29 oktober 
2017 var en amerikansk professor i konsthistoria. Hennes artikel Varför finns det inga stora kvinnliga artister? 1971 ledde till en ny forskning om underrepresenterade kvinnliga konstnärer.

## Biografi
Linda Weinberg var enda barnet till Jules Weinberg och Elka Heller och växte upp I en förmögen, intellektuell judisk familj i Brooklyn. Hennes mor uppmuntrade henne att läsa, lyssna på musik och studera konst. Hon studerade vid Vassar College, där hon 1951 tog en filosofie kandidat examen grekiska och konsthistoria. Hon fortsatte studera vid Columbia University i New York där hon 1952 tog filosofie magister examen i engelsk litteraturhistoria. 1963 blev hon filosofie doktor i konsthistoria. Nochlin var gift två gånger, först med Philip H. Nochlin till dennes död 1960. De fick dottern Jessica. 1968 gifte hon sig med Richard Pommer och fick dottern Daisy.

## Akademisk karriär
Nochlin arbetade som lärare i konsthistoria från 1952 och som professor (1963–1979) vid Vasser College. 1980 fick hon en tjänst vid New York University, som bland annat innebar undervisning vid Yale University. 1992 blev hon professor i modern konst fram till sin pension 2013.

### Feministisk konsthistoria

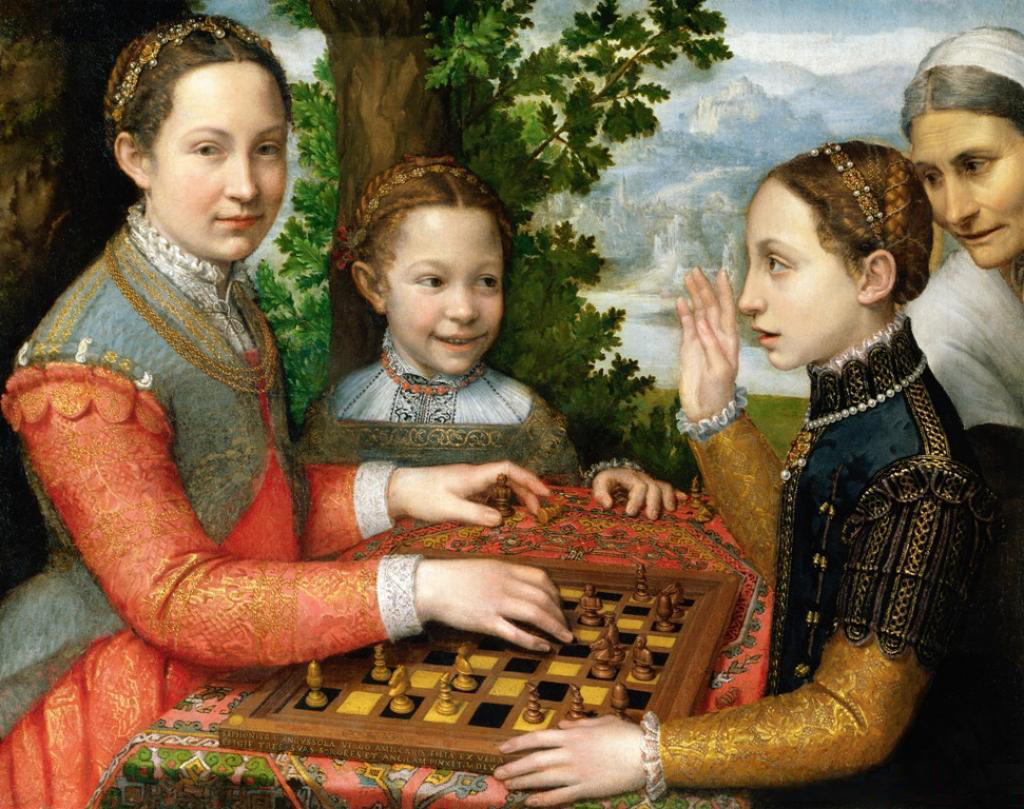
Schackspel av Sofonisba Anguissola

År 1971 publicerade konsttidningen ArtNews Nochlins essä Why…
Hon hävdade bland annat att samhällsbarriärer har förhindrat kvinnor 
utbildning vid i konsthögskolor och från att utöva konst. Varför har storheter som Michelangelo hyllats medan Sofonisba Anguissola, Artemisia Gentileschi, Élisabeth Louise Vigée Le Brun, Rosa Bonheur, Vanessa Bell, Marie Bashkirtseff, Hannah Höch, Suzanne Valadon varit helt bortglömda? I en essä från 1994, Starting from Scratch: The Beginnings of Feminist Art History reflekterar hon över tre händelser 1969: fick hon en dotter, blev feminist och startade kursen Women and Art vid Vassar College.

### Orientalism
Nochlin inspirerades av Edward Saids bok Orientalism och var en av de första konsthistoriker som tog med Saids kritik av kolonialismen i sin undervisning. I artikeln The imaginära Orient tar hon upp hur franska 1800-tals konstnärer ser på orienten ur ett imperialistiskt perspektiv.